# Трент Дімас
Трент Дімас  (англ. Trent Dimas, 10 листопада 1970) — американський гімнаст, олімпійський чемпіон.

## Виступи на Олімпіадах
| Олімпіада      | Дисципліна       | Місце              |
| -------------- | ---------------- | ------------------ |
| Барселона 1992 | абсолютний залік | 44 (кваліфікація)  |
| Барселона 1992 | командний залік  | 6                  |
| Барселона 1992 | вільні вправи    | 61T (кваліфікація) |
| Барселона 1992 | опорний стрибок  | 37T (кваліфікація) |
| Барселона 1992 | паралельні бруси | 41T (кваліфікація) |
| Барселона 1992 | перекладина      | 1                  |
| Барселона 1992 | кільця           | 69T (кваліфікація) |
| Барселона 1992 | кінь             | 49T (кваліфікація) |